# Diario di un vizio
Diario di un vizio è un film del 1993 diretto da Marco Ferreri.
Si tratta del penultimo film del regista prima della morte, diretto tra La casa del sorriso (1991), e Nitrato d'argento (1996). L'opera, distribuita a livello internazionale come Diary of a Maniac, venne presentata alla 43ª edizione del Festival internazionale del cinema di Berlino e valse a Jerry Calà il Premio del gotha della critica italiana come migliore attore grazie a un ruolo drammatico al di fuori delle sue consuetudinarie interpretazioni.

## Trama
Benito, un erotomane venditore di scadenti detersivi, che sognava di diventare professore di filosofia, affetto da gravi problemi di salute, conduce in solitudine e senza sicurezze una vita da nomade tra squallide pensioni e avventure di poco conto. La sua occupazione principale è quella di annotare minuziosamente su un diario pieno di ritagli e foto il trascorrere della sua banale esistenza. Vi annota particolari di ogni genere: pensieri, sogni, le quantità di sigarette fumate, i piccoli problemi di salute, i pasti consumati in solitudine e le osservazioni di carattere sessuale verso le molte sconosciute dalle quali si sente attratto. L'unica nota di colore nella sua vita è il burrascoso rapporto con l'attraente fidanzata Luigia, che un momento prima dice di amarlo e un momento dopo lo tradisce con uno dei suoi svariati spasimanti. Un giorno Benito scompare nel nulla, lasciando dietro di sé come prova della sua esistenza un'unica traccia: il suo diario personale.

## Il film
Scritto dal regista in collaborazione con gli sceneggiatori Liliana Betti e Riccardo Ghione, è il penultimo film di Ferreri. Per la parte del protagonista Ferreri volle Jerry Calà, attore comico-demenziale di molti film anni ottanta, affidandogli un insolito ruolo serio e impegnato, un po' come aveva già fatto in precedenza Pupi Avati nel film Sposi (1988), dove Calà interpretava un presentatore televisivo in declino alla disperata ricerca di una nuova opportunità.
L'idea alla base dell'opera è quella di raccontare, nella forma del dramma esistenziale in chiave grottesca, la storia di un uomo qualunque, un erotomane senza particolari qualità, povero, solo, vitale soltanto nel suo essere sempre curioso e voglioso di nuove amicizie femminili con le quali intrattenere fugaci rapporti erotici, credendo così di sfogare i suoi inconfessabili pruriti edipici.
Benito ha un lavoro da fallito che odia, viaggia costantemente in tram e dichiara alla fidanzata di "non avere una lira", arrivando a rubarle la catenina d'oro per saldare il debito con uno strozzino e permettersi il lusso di un lauto pasto. Tutta la storia è narrata attraverso una trama irreale e volutamente poco credibile, inframezzata da sporadiche scene oniriche.
Curiosa la presenza, non accreditata, di Jessica Rizzo, che il protagonista scambia per Francesca Dellera.

## Critica
Il film è stato presentato alla 43ª edizione del Festival di Berlino, dove tuttavia presenziarono soltanto il produttore Vittorio Alliata e gli interpreti Jerry Calà e Sabrina Ferilli in seguito ad un malore avuto dal regista Marco Ferreri pochi giorni prima al termine dell'anteprima stampa a Milano.. Quest'ultimo prese comunque parte alla conferenza stampa di presentazione della pellicola per via telefonica, dando vita ad un'accesa discussione con un giornalista italiano.
Quando quest'ultimo chiese a Ferreri come mai avesse puntato su un attore leggero come Jerry Calà per un film così complesso, Ferreri sbottò definendolo una testa di cazzo e disse controbattendo che i comici sono i migliori attori drammatici.
Al termine della proiezione il film ebbe un'accoglienza molto positiva da parte della giuria e dei critici presenti, i quali lodarono soprattutto le interpretazioni di Calà e della Ferilli. Meno unanime fu invece il giudizio del pubblico presente, che si divise in reazioni miste tra applausi e fischi.
Alla sua uscita nelle sale il film ricevette recensioni miste e incassò ₤263.000.000, una cifra nettamente inferiore alle solite commedie con Jerry Calà che erano solite incassare svariati miliardi. I detrattori sottolinearono in particolare lo squallore della storia e delle location (un'irriconoscibile Roma) e l'interpretazione non del tutto convincente degli attori di contorno. Paolo Mereghetti assegna al film tre stellette e scrive sul suo dizionario: «Il film con il quale Ferreri torna a graffiare, recuperando più nell'amoralità del personaggio di Luigia che in quello monocorde di Benito».
La pellicola fu particolarmente apprezzata dai critici Aldo Grasso e Natalia Aspesi, da sempre detrattori delle interpretazioni di Calà, ma qui rimasti positivamente impressionati dalla sua interpretazione. Anche il critico Claudio Trionfera, su Il Tempo, elogiò l’interpretazione del protagonista definendola buffa e al contempo angosciante, definendo poi il film “un fotoromanzo estroso e inedito [...] cui corrisponde un felicissimo, simmetrico accordo di corrispondenze narrative, sensibili introspezioni e armonie poetiche”.
Il giornalista e critico cinematografico Valerio Caprara scrisse sul quotidiano Il Mattino: «L'ultimo film di Marco Ferreri ha qualcosa di sfuggente, di irrisolto, svolge spunti genialoidi che un po' reggono ed un po' affondano nell'ovvio, un po' "provocano" e un po' si perdono nella rima interna, nel cul di sacco concettuale. Si accetterebbe, intanto, l'assoluta povertà dell'impaginazione: meglio un blocco d'immagini fortemente motivate di un calligrafo confetto d'autore. Ma è proprio il registro che funziona a strappi, che ora si limita a un borbottio iroso, abbastanza estraneo ai temi trattati: la confusione tra sogno e realtà nella testa di uno stazzonato dongiovanni di periferia e la caccia all'ultima essenza d'umanità negli odierni habitat urbani pietrificati».
Lietta Tornabuoni di La Stampa così descrisse l'opera: «Film tra i più belli di Marco Ferreri, visualmente raffinatissimo e innovativo, recitato da Jerry Calà con vera bravura, Diario di un vizio, intelligente, divertente, struggente, racconta in uno stile di rara originalità un uomo comune contemporaneo». Pino Farinotti dà due stelle al film commentando: «Sceneggiatura poco accurata e al film occorreva un protagonista più convinto».

## Riconoscimenti
- 1993 - Festival internazionale del cinema di Berlino
  - In competizione per l’Orso d'oro